# Specjalistyczny Szpital Ginekologiczno-Położniczy im. E. Biernackiego w Wałbrzychu
Specjalistyczny Szpital Ginekologiczno-Położniczy im. Edmunda Biernackiego w Wałbrzychu – samodzielna specjalistyczna placówka ginekologiczno-położnicza, mieszcząca się przy ulicy Paderewskiego 10 w dzielnicy Nowe Miasto w Wałbrzychu. Placówka powstała w 1948.

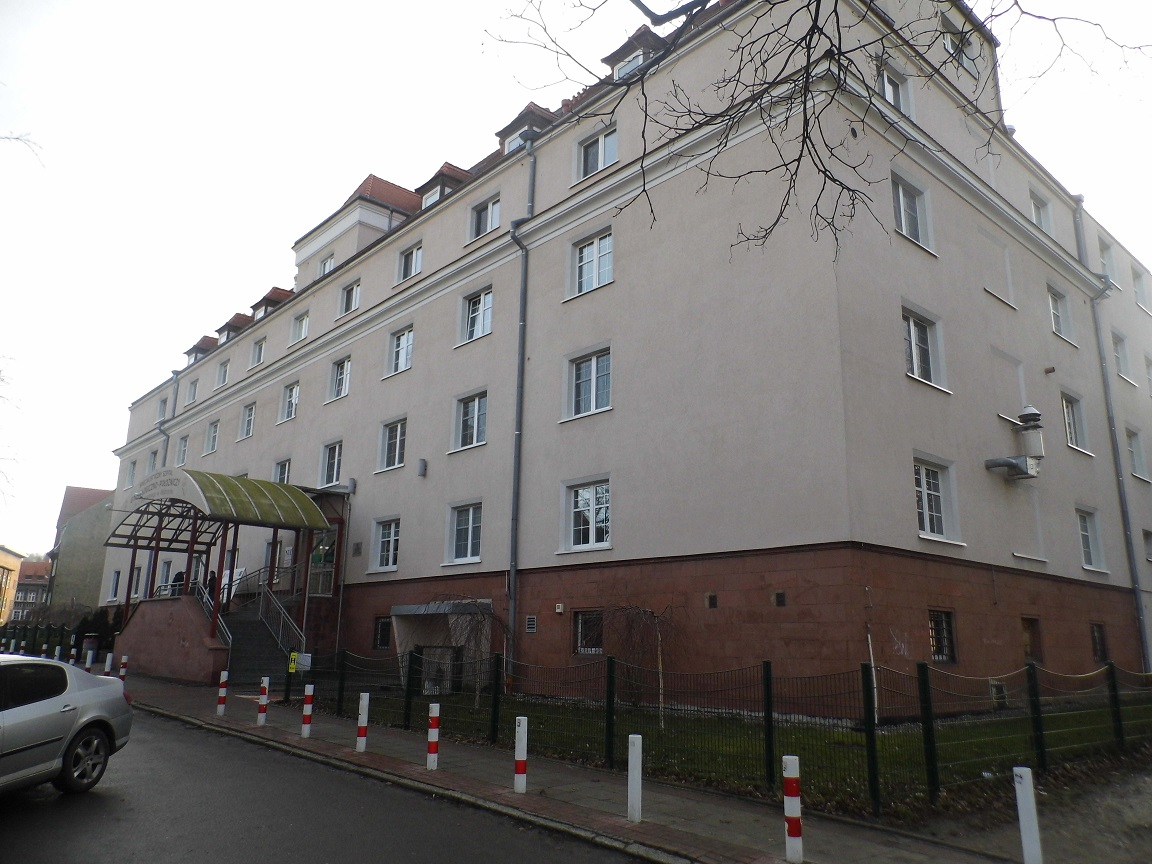
Szpital Ginekologiczno Położniczy w Wałbrzychu

Szpital posiadający wysokie wyróżnienia oraz certyfikaty m.in. ISO, wśród opinii publicznej posiada znakomitą opinie. Ewenementem szpitala i kraju był poród najmniejszego dziecka, jakie przyszło na świat w Polsce, które przeżyło: w lipcu 2007 roku w szpitalu urodziła się znana jako „Calineczka" Julia Jabłonowska, urodzona w 22 tygodniu ciąży, ważąca 382 gramy.

## Historia
- Gmach szpitala powstał w 1924 roku.
- Do 1935 roku w budynku obecnego szpitala mieściły się szkoła policyjna i koszary policyjne (Schutzpolizeiunterkunft), potem szkoła celników (Zollschule).
- Utworzenie Szpitala w 1948 roku.
- W 1950 roku przekształcono placówkę w szpital miejski nr 1, im. Edmunda Biernackiego, w tym czasie rozbudowano działalność szpitala i oddziału ginekologiczno-położniczego, przeniesiono oddziały ginekologiczno-położnicze ze Szpitala Brackiego z ulicy Batorego i z prywatnej kliniki przy ul. Jana Matejki.
- W 1975 połączono wszystkie placówki: miejskie szpitale, pogotowie i przychodne, tworząc Wojewódzki Szpital Zespolony, a w szpitalu nr 1 utworzona zostaje jednoprofilowa jednostka ginekologiczno-położnicza. W tym okresie dokonano modernizacji w szpitalu.
- W 1976 jako pierwszy szpital w Polsce posiadał aparat do badań USG, który został przywieziony ze Stanów Zjednoczonych, kupiony za „dewizy".
- W 1980 roku do placówki trafiła nowoczesna specjalistyczna aparatura medyczna; w tym czasie szpital uzyskał prawo do szkolenia studentów Akademii Medycznej.
- W 1987 roku powstała pierwsza w województwie wałbrzyskim i jedna z pierwszych w Polsce szkół rodzenia której przyglądała i zapoznawała się delegacja z ministerstwa zdrowia.
- W 1993 szpital stał się samodzielną jednostką medyczną, dyrektorem zostaje prof. Sławomir Suchocki, który podjął się przeprowadzenia tu pierwszych operacji metodą laparoskopową.
- W 1998 roku menadżerem szpitala zostaje Alicja Daleczko (obecny dyrektor szpitala).
- W 2000 roku dyrektor Alicja Daleczko dokonała dużych zmian w szpitalu: placówka przeszła gruntowny remont, szpital został wyposażony w nowoczesny sprzęt medyczny oraz pozbył się swoich długów. Obecnie planowane są nowe inwestycje, mające podnieść poziom opieki medycznej.
- W 2007 roku urodziło się i przeżyło najmniejsze dziecko w Polsce.
- W grudniu 2014 roku rozpoczęto budowę Centrum Diagnostyki Kobiet i Noworodków[4]
- 14 kwietnia 2016 roku, oficjalnie otwarto budynek Centrum Diagnostyki Kobiet i Noworodków, z udziałem władz lokalnych i wojewódzkich oraz Generalnym Konsulem Królestwa Norweskiego.

## Oddziały
- Blok Operacyjny: 3 sale operacyjne, sale wybudzeń, sala intensywnej terapii
- Centralna Sterylizatornia
- Centrum Diagnostyki Kobiet i Noworodków
- Izba Przyjęć
- Laboratorium Analityczne
- Oddział Ginekologiczny, 34 łóżka
- Oddział Intensywnej Terapii i Patologii Noworodka, 20 inkubatorów do leczenia noworodków oraz 6 stanowisk intensywnej terapii
- Oddział Patologii Ciąży i Blok Porodowy, 32 łóżka
- Oddział Położnictwa i Neonatologii, 30 łóżek
- Poradnie Anestezjologiczna, Ginekologiczno-Położnicza, Neonatologiczna, Patologii Ciąży
- Pracownie Bakteriologiczna, Histopatologiczna, RTG, Serologiczna i USG
- Szkoła Rodzenia